# Roland Grapow
Roland Grapow, född 30 augusti 1959 i Hamburg, är en tysk gitarrist i gruppen Masterplan.
Grapow startade sin karriär i hårdrockbandet Rampage som gav ut två studioalbum. 
Han blev sedan medlem i Helloween, där han ersatte Kai Hansen, och debuterade på scen med dem januari 1989. Grapow fick sedan sparken efter bandets album The Dark Ride, och tillsammans med Helloween-trummisen Uli Kusch bildade han istället bandet Masterplan, som med den norske sångaren Jørn Lande gav ut sitt debutalbum 2003.  
Grapow har även släppt två soloalbum, The Four Seasons of Life 1997 samt Kaleidoscope 1999.